# Hôtel de Charette
L'hôtel de Charette est un hôtel particulier de style néo-classique situé au no 1 de la place Maréchal-Foch dans le centre-ville de Nantes, en France. 
Il ne doit pas être confondu avec l'« hôtel Charette » situé à l'angle de la rue du Moulin et de la place de l'Hôtel-de-Ville. L'hôtel qui porta également le nom de « Hôtel de Bruc » ne pas être aussi confondu avec hôtel homonyme situé au no 8 de la rue de l'Emery.

## Localisation
Il se trouve sur le côté Est de la place du Maréchal-Foch face à l'hôtel Montaudouin, il est encadré par la rue Maréchal-Joffre au Nord et par rue Gambetta au Sud.

## Historique
Bâti par l'architecte Étienne Blon pour le compte de la comtesse de Bruc de Montplaisir, l'immeuble est achevé en 1825.
L’immeuble est connu des Nantais pour avoir hébergé, à partir du début du XXe siècle, la famille de Charette qui lui a laissé son nom en héritage.
Il fut durant l'occupation, lors de la Seconde Guerre mondiale, le siège des services locaux du SD (Service de sûreté du parti national-socialiste), qui était identifié par les Nantais comme ceux de la Gestapo (celle-ci ne fut seulement présente à Nantes que de 1942 à 1944). Une plaque commémorative relatant cette époque a été apposée sur la façade depuis le 23 novembre 1968.
Il est inscrit à l’inventaire supplémentaire des Monuments historiques depuis un arrêté du 19 mars 1954.[réf. nécessaire]

## Architecture
L'hôtel de Charette est un bâtiment imposant de style néo-classique. 
La façade principale est ordonnancée en neuf travées de trois niveaux avec un avant-corps central de trois travées dépourvu de fronton.
Une décoration à refends se retrouve sur les angles du rez de chaussée et autour de la porte d'entrée en plein cintre. De petits pilastres marquent l'étage d'attique. Une frise composée de métopes et de triglyphes court le long du haut de la façade.  